# Tupaia belangeri
La tupaia settentrionale (Tupaia belangeri (Wagner, 1841)) è una specie di tupaia diffusa in Cina sud-orientale, Thailandia e Indocina.

## Descrizione
Misura intorno ai 20 cm di lunghezza ai quali ne vanno sommati altrettanti di coda.

Il pelo è grigio-olivaceo coi peli striati di nero: tende ad inscurire man mano che si va nella parte posteriore del corpo e sulla coda. Il ventre è giallastro, così come le zampe anteriori e la gola.
Ha il muso piuttosto corto e tozzo, una fascia attorno agli occhi, le orecchie reniformi. Le zampe e il sottocoda sono nudi e di colore carnicino.
Le zampe anteriori sembrano più lunghe di quelle posteriori, che vengono tenute ripiegate come quelle degli scoiattoli.

## Biologia
Sono animali solitamente monogami: ogni parto conta 3 cuccioli che vengono svezzati poco dopo il mese d'età e ad appena tre mesi sono già sessualmente maturi.

## Tassonomia
Fino a poco tempo fa la si classificava come sottospecie della tupaia comune (Tupaia glis belangeri), mentre al giorno d'oggi l'animale gode dello status di specie a sé stante, anzi presenta a sua volta numerose sottospecie:
- Tupaia belangeri annamensis
- Tupaia belangeri assamensis
- Tupaia belangeri belangeri
- Tupaia belangeri brunetta
- Tupaia belangeri cambodiana
- Tupaia belangeri chinensis (Anderson, 1879)
- Tupaia belangeri clarissa
- Tupaia belangeri cochinchinensis
- Tupaia belangeri concolor
- Tupaia belangeri dissimilis
- Tupaia belangeri gaoligongensis
- Tupaia belangeri gonshanensis
- Tupaia belangeri laotum
- Tupaia belangeri lepcha
- Tupaia belangeri modesta
- Tupaia belangeri olivacea
- Tupaia belangeri peguanus
- Tupaia belangeri pingi
- Tupaia belangeri siccata
- Tupaia belangeri sinus
- Tupaia belangeri tenaster
- Tupaia belangeri tonquinia
- Tupaia belangeri versurae
- Tupaia belangeri yaoshanensis
- Tupaia belangeri yunalis

## Rapporti con l'uomo
Questa specie di mammiferi è una delle 16 selezionate per il sequenziamento del DNA a fini di ricerca.